# Nyein Nil Ba
Nyein Nil Ba (ur. 1 listopada 1923 w Mandalaju, zm. 8 lipca 1979 w Rangunie) – birmański pięściarz. Reprezentant kraju podczas igrzysk olimpijskich w 1952 w Helsinkach. 
Na igrzyskach w Helsinkach wystąpił w turnieju wagi piórkowej. W pierwszej rundzie przegrał z Leszkiem Drogoszem reprezentującym Polskę.